# SuperPower 2
SuperPower 2 ist ein 2004 veröffentlichtes Echtzeit-Strategiespiel des kanadischen Entwicklers GolemLabs. Der Spieler kann dabei einen aus 193 von der UN anerkannten Staaten wählen und mit selbigem politisch, wirtschaftlich und militärisch agieren.
SuperPower 2 ist die Fortsetzung von SuperPower.
Am 18. April 2014 erschien auf Steam eine überarbeitete Version als „SuperPower 2 Steam Edition“.

## Spielverlauf

### Allgemein
Zuerst wählt man einen der spielbaren Staaten, eine politische Partei und die zu erreichenden Ziele (z. B. Weltfrieden sichern, BIP verdoppeln) oder ein Endlosspiel. Man spielt hauptsächlich auf einem 3D-Echtzeit-Globus, auf dem sämtliche spielbaren Staaten anwählbar und verschiedene Statistiken zu den Ländern, etwa die militärische Stärke oder Länder-Beziehungen, aufgerufen werden können.
Die Oberfläche ist sehr detailliert, es kann so weit gezoomt werden, dass Flüsse und Berge erkennbar sind und auch Straßen sind auf der Landkarte eingezeichnet.

### Politischer Bereich

#### Oberfläche
Hier kann man die Hauptstadt, die Regierungsform sowie Gesetze ändern (z. B. Kinderarbeit, Abtreibung, Vielehe, Religionen, Sprachen, Parteien und Migration erlauben oder verbieten). Außerdem lassen sich Statistiken zur Anerkennung der derzeitigen Regierung, der Stabilität des Staates, des politischen Druckes auf andere Länder, der politischen Ideologie des Staates sowie der Korruption einsehen. Es lassen sich hier auch Verträge und Zusammenschlüsse bilden, die einen wesentlichen Bestandteil des Spiels ausmachen.

#### Gameplay
Die Anerkennung der Regierung wird vor allem durch den Steuersatz und die Verteilung der Ausgaben beeinflusst. Hat man einen hohen Einkommensteuersatz, erwartet das Volk viele soziale Maßnahme, wie Investitionen in das Gesundheitswesen. Außerdem sind auch Arbeitslosigkeit, Stabilität, interne Gesetze sowie die Bevölkerungsdichte wichtig. Verbietet man z. B. Religionen, Sprachen, Parteien o. Ä. kann sich das Volk gegen die Regierung wenden. Eine niedrige Anerkennung erhöht die Emigration und die Wahrscheinlichkeit nicht wiedergewählt zu werden.
Die Stabilität eines Staates kann vor allem durch die Erhöhung des BIP, durch ein hohes Maß an menschlicher Entwicklung sowie durch eine ausgeglichene Ressourcen-Politik erhöht werden. Umgekehrt kann es der Stabilität schaden, wenn in dem Land sehr viele verschiedene Religionen und Sprachen existieren. Bei höherer menschlicher Entwicklung wird dieses Problem allerdings geringer. Auch Geheimoperationen anderer Staaten (siehe Militärischer Bereich) wie Terrorismus und natürlich auch Kriege können die Stabilität senken. Eine niedrige Stabilität erhöht die Wahrscheinlichkeit, dass ein Staatsstreich erfolgreich sein kann und sollte die Stabilität unter 10 % fallen, besteht die Möglichkeit, dass das Land in Anarchie verfällt.

##### Verträge
Sehr häufig ist es ratsam, Verträge und Übereinkünfte mit anderen Staaten zu beschließen. Beispiele hierfür sind politische Zusammenschlüsse wie Übereinkünfte für einen guten Zweck, Humane Zusammenarbeit, wirtschaftliche Verträge wie Entwicklungshilfe, Gemeinsamer Markt oder militärische Bündnisse wie ein militärisches Durchgangsrecht, Allianzen oder Kriegserklärungen.
Außerdem existieren bereits realpolitische Verträge wie die EU (als gemeinsamer Markt), die NATO und die WEU (als militärische Allianzen), das USA-Kuba-Handelsembargo und die UNO.

##### Regierungsformen
Es sind folgende Regierungsformen auswählbar, wobei jede Regierungsform Vor- sowie Nachteile mit sich bringt.
| Regierungsform          | Vorteile | Nachteile | Beispiele                             |
| ----------------------- | --- | --- | ------------------------------------- |
| Mehrparteien-Demokratie | Höchste Ressourcen-Produktion, niedrige Korruption, niedriges Risiko eines Staatsstreiches | Spieler muss alle vier Jahre wiedergewählt werden, höchster Ressourcen-Konsum, hohe Regierungsausgaben, höchste negative Auswirkung auf Stabilität bei großem Militär im Verhältnis zur Bevölkerung, hohe negative Auswirkungen auf die Regierungsanerkennung bei Kriegserklärung | USA, Deutschland                      |
| Einparteien-Demokratie  | Wahlen werden immer gewonnen, hohe Ressourcenproduktion, niedrigere negative Auswirkung auf Stabilität bei großem Militär, niedriges Risiko eines Staatsstreichs, niedrigere negativen Auswirkung auf Regierungsanerkennung bei Kriegserklärung                                                                                           | Hoher Ressourcen-Konsum, hohe Regierungsausgaben, hohe Korruption | Kuba, China                           |
| Kommunistischer Staat   | Keine Wahlen, niedriger Ressourcen-Konsum, niedrige Korruption, niedriges Risiko eines Staatsstreichs | Niedrige Ressourcen-Produktion, höchste Regierungsausgaben, negative Auswirkungen der Regierungsanerkennung bei Kriegserklärung, höchste negative Auswirkung auf Stabilität bei großem Militär im Verhältnis zur Bevölkerung                                                      | keine                                 |
| Monarchie               | Keine Wahlen, niedriger Ressourcen-Konsum, niedrige negative Auswirkung auf Regierungsanerkennung bei Kriegserklärung, niedrigere negative Auswirkung auf Stabilität bei großem Militär im Verhältnis zur Bevölkerung, niedrige Regierungsausgaben                                                                                        | Niedrige Ressourcen-Produktion, hohe Korruption, hohes Risiko eines Staatsstreichs | Saudi-Arabien                         |
| Theokratie              | Keine Wahlen, niedrigere negative Auswirkung auf Stabilität bei großem Militär im Verhältnis zur Bevölkerung, niedriger Ressourcen-Konsum, niedrige Korruption, niedriger negative Auswirkung auf Regierungsanerkennung bei Kriegserklärung, niedrige Regierungsausgaben                                                                  | Bei hoher Anzahl und Proportion anderer Religionen sinkt die Stabilität, niedrige Ressourcen-Produktion, hohes Risiko eines Staatsstreichs | Vatikan, Iran                         |
| Militärdiktatur         | Keine Wahlen, sehr niedrige negative Auswirkung bei Kriegserklärung, positive Auswirkung auf Stabilität bei großem Militär im Verhältnis zur Bevölkerung, niedrigere Kosten für Militäreinheiten, schnelleres Umschalten bei Einheiten zwischen ‚Ruhend‘ und ‚Bereit‘, sehr niedriger Ressourcen-Konsum, sehr niedrige Regierungsausgaben | Sehr niedrige Ressourcen-Produktion, hohe Korruption, extrem hohes Risiko eines Staatsstreichs | Myanmar, Zentralafrikanische Republik |
| Anarchie                | keine | Sehr hohes Risiko eines Staatsstreichs, Ressourcen-Produktion gestoppt, Einheiten-Produktion gestoppt, Staatseinkommen auf 0, extrem hohe Korruption, Staat kann keine Verträge mit anderen Ländern abschließen                                                                   | nur durch Rebellion                   |

Im Allgemeinen gilt: Je ähnlicher die Regierungsform zweier Länder, desto besser sind die Verhältnisse zueinander.

### Militärischer Bereich

#### Oberfläche
Hier ist es möglich Einheiten zu erschaffen sowie völlig neue Einheiten zu designen. Außerdem kann man bestimmen, wie die militärische Forschung verteilt wird. Grundsätzlich gibt es drei Arten von Einheiten: Bodeneinheiten, wie z. B. Infanterie, Panzer und Raketenwerfer, Lufteinheiten, wie Bomber und Helikopter sowie Seeeinheiten wie etwa Flugzeugträger und (Atom-)U-Boote. Außerdem kann man Kernwaffen und ein Raketenabwehrsystem zu konstruieren und diese dann auf der Strategischen Karte abzufeuern.
Des Weiteren gibt es die Möglichkeit Zellen zu erschaffen und zu entwickeln, welche Geheimoperationen wie z. B. Sabotage oder einen Coup d’état (Staatsstreich) ausführen um einem feindlichen Staat zu schaden.

#### Gameplay
Erklärt man jemanden grundlos den Krieg oder führt viele Geheimoperationen gegen ein Land durch kann dies sehr schnell zu drastischen Verschlechterungen der internationalen Beziehungen führen, auch bei Ländern, die nicht unmittelbar betroffen sind. Besonders der Einsatz von Kernwaffen ist nur in äußersten Notfällen ratsam, da hierbei zusätzlich mit einem Gegenschlag zu rechnen ist, sofern das angegriffene Land ebenfalls Atomwaffen besitzt.
Es gibt außerdem die Möglichkeit von Ländern, mit denen man alliiert ist oder ein Waffenhandels-Abkommen hat, Militäreinheiten zu bestellen.

### Wirtschaftlicher Bereich

#### Oberfläche
Im Wirtschaftsmenü kann man die Höhe der Steuern ändern, die Ein- und Ausgaben regeln, Handel treiben sowie die nationalen Wirtschaftsbereiche privatisieren oder verstaatlichen. Die wichtigste Steuer im Spiel ist die Einkommensteuer, mit der der Spieler den Großteil seiner Einnahmen erzielt. Es gibt außerdem die Möglichkeit den Zinssatz zu ändern und wichtig ist auch, die Ausgaben zu bestimmen. So kann man z. B. die Auslandshilfe oder den Propagandaaufwand senken.

#### Gameplay
Steuererhöhungen senken meist die Anerkennung der Regierung unter der Bevölkerung, dies kann jedoch durch soziale Maßnahmen wie die Erhöhung des Bildungs-, Gesundheits- oder des Infrastrukturbudgets ausgeglichen werden. Auch kann die Korruption erheblich steigen, sollte man die Einkommensteuer zu hoch ansetzen.

## Mods
Es existieren eine Reihe von Mods für SuperPower 2. Diese können mit geringem Aufwand mittels des mitgelieferten Programms „GLEditor“ oder mit dem SDK, das auf der Homepage des Entwicklers angeboten wird, erstellt werden. Beliebte Mods sind unter anderem:
- Canadian Federation
- Cascadia
- Cold War 1985
- Combo
- Corporate
- Global Conflict
- Korea United
- Realism
- Return to Power
- Ruges EHE
- Infantry
- World War II
- MultiMOD
- JoshuaMOD

## Multiplayer
SuperPower 2 bietet auch die Möglichkeit mit bis zu 32 Spielern online zu spielen.
Es hat sich eine beachtliche Online-Community um SuperPower 2 gebildet. Meistens wird bei Online-Spiele der „Realism Mod 1.6“ verwendet, seltener wird aber auch mit dem „World War II“ Mod oder anderen gespielt.
Häufig existieren bei Online-Spielen serverabhängige Regeln, z. B. kein Angreifen von Ländern ohne vorherige Abstimmung unter den anderen Spielern. Auch wird es gerne als Rollenspiel gespielt, d. h. es wird versucht möglichst realistisch zu spielen und größere Aktionen des Spielers werden im Chat angekündigt.